# Nedre Asplundstjärnen
Nedre Asplundstjärnen är en sjö i Jokkmokks kommun i Lappland och ingår i Piteälvens huvudavrinningsområde. Nedre Asplundstjärnen ligger i Piteälven Natura 2000-område.